# Diagoras från Rhodos

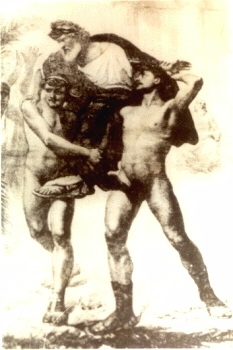
Diagoras bärs av sina segrande söner.

Diagoras från Rhodos var en antik grekisk boxare som levde på Rhodos på 400-talet f.Kr. Han var känd för sina många boxningssegrar och för sina söner och sonsöner som också blev framgångsrika atleter.

## Boxarkarriär
Diagoras vann boxningstävlingen i de olympiska spelen en gång; han vann en gång i de pythiska spelen, fyra gånger i de isthmiska spelen, och flera gånger i de nemeiska spelen. Därmed erhöll Diagoras hederstiteln periodonikis som gavs till den som vunnit i alla de fyra viktigaste grekiska spelen. Han segrade även i tävlingar i Aten, Argos, Thebe, Pellene, Megara och Aegina, samt i tävlingar i Arkadien och på Rhodos. Enligt Pindaros var han väldigt storvuxen. Diagoras söner Akousilaos och Damogetos skall vid ett olympiskt spel ha vunnit boxningen och pankration-tävlingen under samma dag. Hans yngre son Dorieus var också boxare och pankratist och han ensam vann nästan lika många segrar som sin far och sina bröder tillsammans. Diagoras båda döttrar Pherenike och Kallipatira fick varsin son som båda också kom att vinna boxningstävlingen i Olympia.

## Berättelser kring Diagoras
Enligt traditionen, som den förmedlas av Pausanias, så var Diagoras från Rhodos av nobelt blod, hans farfars far skall ha varit en kung. På sin mors sida skall han ha varit släkt med Aristomenes, ledaren för Messenien då man försvarade sig mot Spartas angrepp under det sjunde århundradet f.Kr. Många berömda antika greker ansågs ha en gudomlig bakgrund. Enligt Aristoteles så hade hans mor vid ett tillfälle lagt sig ned för att vila i en helgedom vigd till Hermes och guden hade dykt upp och gjort henne med barn, vilket blev Diagoras. Enligt andra källor så skulle han vara son till Herakles. Pausanias berättar att Diagoras dotter Kallipatra var den enda gifta kvinna som lyckades se tävlingarna under ett olympisk spel och komma undan med det. Hon ville se sin son tävla så hon klädde ut sig till man och uppträdde som tränare men blev så småningom upptäckt. Eftersom hon brutit mot reglerna i Olympia riskerade hon att bli avrättad men av respekt för hennes släktingars stora framgångar i spelen så blev hon benådad. Därefter beslöts att även tränarna måste vara nakna under tävlingarna.

## Övrigt
Rhodos internationella flygplats är uppkallad efter Diagoras.